# Darlingtontransistor

NPN-darlingtontransistor
B = basis
C = collector
E = emitter

Complementaire darlington of sziklay-schakeling

Een darlingtontransistor of kort darlington is een schakeling van twee achter elkaar gekoppelde transistors in één behuizing. Deze dubbele transistorconfiguratie is in 1953 door de Amerikaanse elektrotechnicus Sidney Darlington bedacht.

## Werking
De stroomversterkingsfactor {\displaystyle h_{fe}} van een darlingtontransistor is bij benadering het product van de stroomversterkingsfactoren van de twee afzonderlijke transistors, zodat een darlington een grote stroomversterkingsfactor heeft.
Het is soms nodig om met een kleine elektrische stroom een grotere stroom te sturen. Laagvermogentransistors hebben een grote versterkingsfactor, maar kunnen geen grote stroom sturen. Hoogvermogentransistors hebben doorgaans een lage stroomversterkingsfactor en moeten daarom met een niet al te kleine stroom worden aangestuurd. Beide kenmerken kunnen worden samengevoegd door twee zulke transistors in één schakeling te gebruiken, waarmee de goede eigenschappen worden gecombineerd. De gemeenschappelijke behuizing bespaart bovendien ruimte.
De opbouw van een darlington is als volgt: de basis van de darlingtontransistor is de basis van de eerste inwendige transistor, de collectors van beide inwendige transistors zijn met elkaar verbonden en vormen de collector van de darlington. De emitter van de eerste transistor is inwendig verbonden met de basis van de tweede, de emitter van de tweede is de emitter van de darlington.

## Variaties
Darlingtons kunnen uit twee NPN- of twee PNP-transistors zijn samengesteld, maar ook uit een combinatie van een NPN- en een PNP-transistor. Deze tweede vorm heet een complementaire darlington of sziklai-paar, genoemd naar George Clifford Sziklai. Een belangrijk voordeel van deze schakeling is dat het verschil tussen de basis- en emitterspanning hier de helft is van het verschil bij een normale darlington. Complementaire darlingtons zijn onder meer om deze reden populair als eindtrap in audioversterkers.
Een andere samengestelde transistor die een hoog elektrisch vermogen kan schakelen is de insulated-gate bipolar transistor. Dergelijke schakelingen worden in operationele versterkers toegepast.